# Václav Morávek

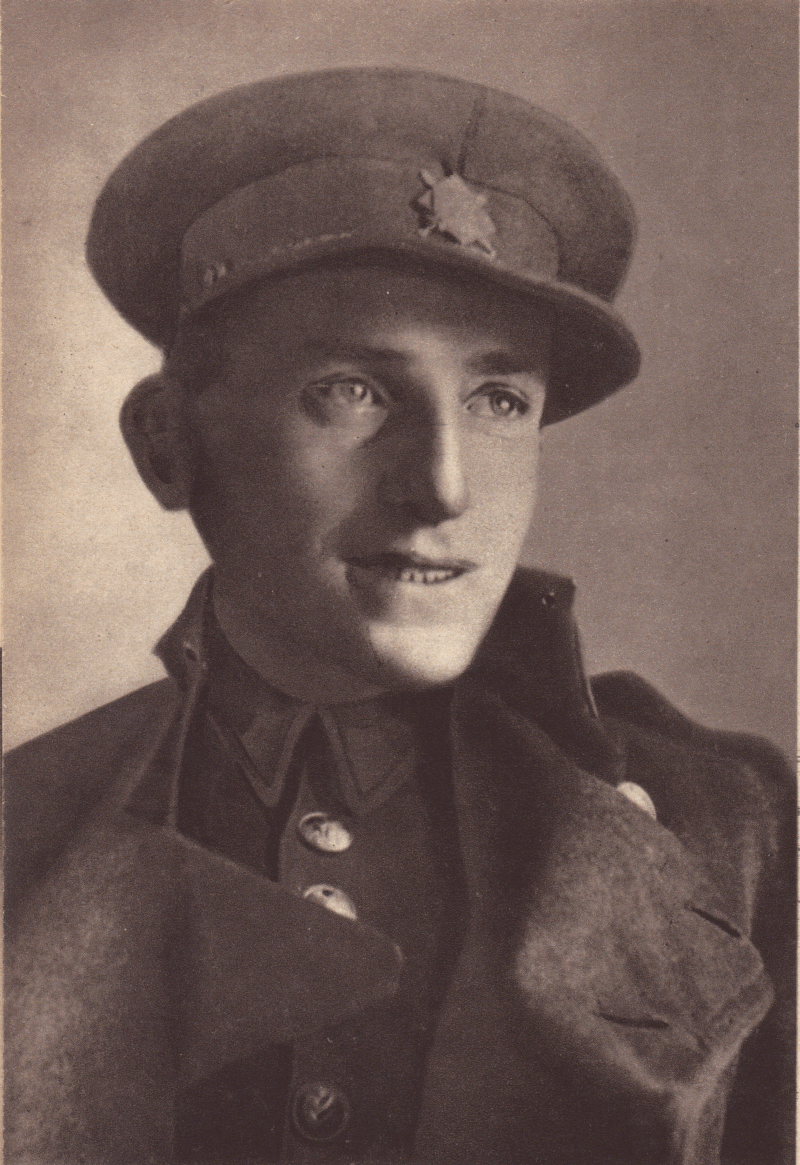
Václav Morávek

Václav Morávek (* 8. August 1904 in Kolín; † 21. März 1942 in Prag) war eine Persönlichkeit des tschechoslowakischen Widerstandes 1939–1945 gegen den Nationalsozialismus. Morávek war Soldat und Offizier in der Tschechoslowakei. Zusammen mit Josef Balabán und Josef Mašín bildete er die Führung der Widerstandsgruppe Tři králové (Drei Könige), die sich als Teil der ebenfalls aus Militärangehörigen bestehenden Gruppe Obrana národa auf Subversions- und Sabotageakte nicht nur auf dem Gebiet des Protektorats Böhmen und Mähren spezialisierte. Zu Moráveks engsten Mitarbeitern gehörte František Peltán, der Radiofunker der Gruppe.
Václav Morávek starb 1942 bei einem Schusswechsel mit der Gestapo. Nach dem Krieg wurde er zum Brigadegeneral in memoriam befördert.

## Leben
Václav Morávek besuchte 1915–1923 das Gymnasium in Kolín. Nach dem Abitur meldete er sich freiwillig zur Armee und diente in Theresienstadt. Er besuchte die zweijährige Militärakademie in Hranice na Moravě und diente danach bei der Artillerie in Olmütz. Vor der Besetzung der Tschechoslowakei hatte er den Dienstgrad eines Stabskapitäns und befehligte eine Batterie.

## Widerstand

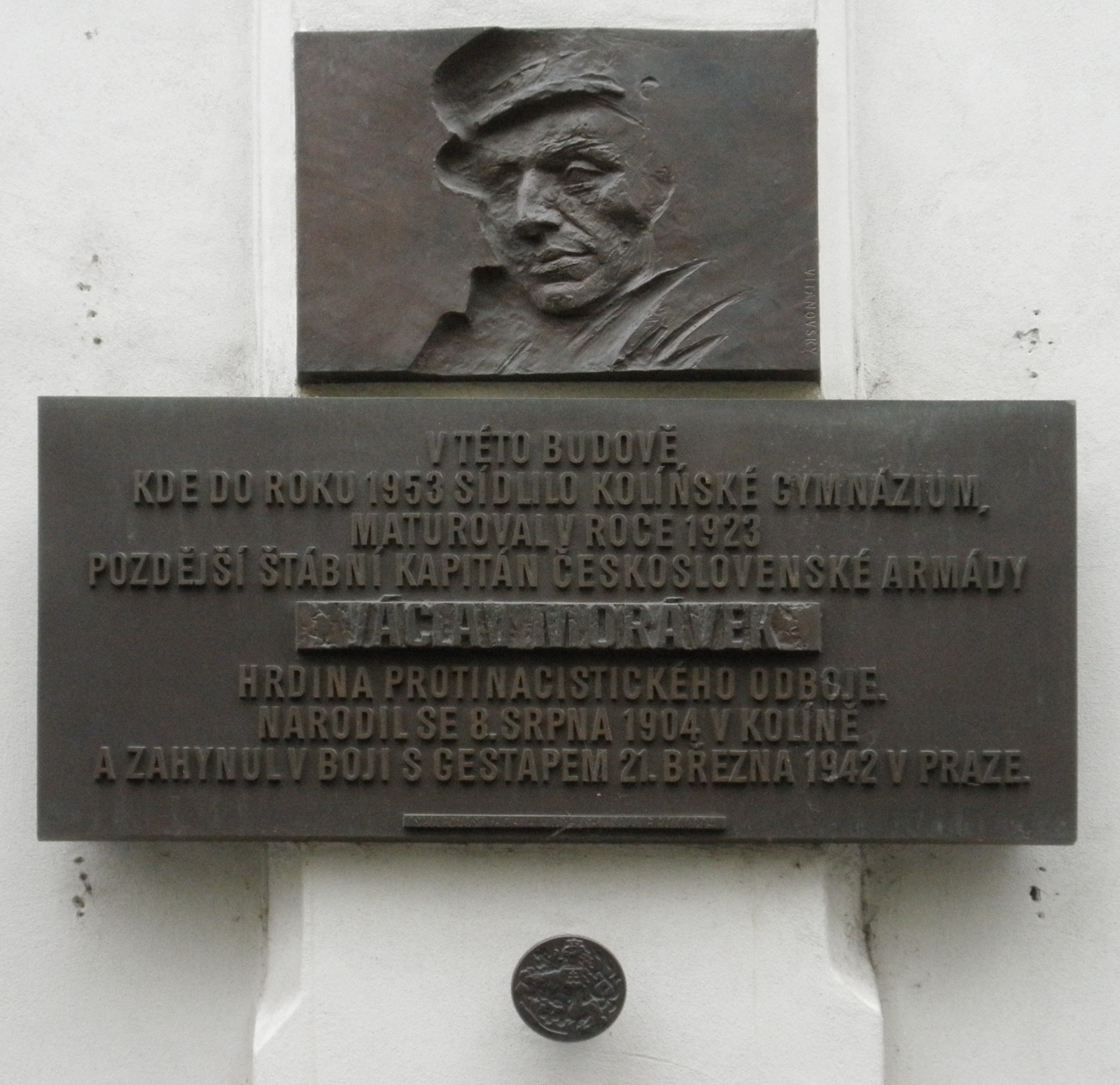
Denkmaltafel für Václav Morávek in Kolín (2004)

Unmittelbar nach dem Einmarsch der Wehrmacht in die Tschechoslowakei versuchte er, nach Polen zu flüchten, was allerdings misslang. Er fuhr nach Kolín, wo er kurz beim Verteidigungsministerium mit der sogenannten „Liquidation“ der tschechoslowakischen Armee beauftragt wurde. Er konzentrierte sich jedoch immer mehr auf den Aufbau der Widerstandsorganisation Obrana národa – beispielsweise hat er die Division „Pribina“ aufgebaut, die der Landesleitung Böhmen der Obrana národa unterstellt war, Morávek übte im Stab den Posten eines nachrichtendienstlichen Offiziers aus. Als solcher lernte er die Mitglieder der Landesleitung Böhmen Josef Balabán und Josef Mašín kennen, mit denen er bald die auf Sabotageakte spezialisierte Sondergruppe Tři králové (Drei Könige) aufbaute. Die Nachrichten stammten aus eigenen Kanälen, von anderen Widerstandsgruppen und Quellen.
Besonders wichtig war hier der Kontakt zu Paul Thümmel, dem berühmten Doppelagenten A-54. Von der Londoner Exilregierung wurde Morávek beauftragt, Thümmel zu kontaktieren und einzubinden. Am Anfang wurden die gewonnenen Informationen mithilfe von Kurieren übermittelt, später zog man die Radiosender vor. Um die Jahreswende 1940/1941 errichtete Morávek zusammen mit Balabán und Mašín den Funksender Sparta II, sein Mitarbeiter František Peltán sorgte für die Verbindung mit London.:319:255
Kurze Zeit später gelang es der Gestapo, die Gruppe zu ermitteln und zuzugreifen. Am 22. April 1941 wurde Josef Balabán verhaftet, am 13. Mai 1941 hat ein Überfallkommando der Gestapo in einer konspirativen Wohnung, aus der Morávek, Mašín und Peltán nach London funkten, Mašín angeschossen und verhaftet. Morávek, der (mit Peltán) aus einem Fenster im dritten Stockwerk flüchten konnte, gelang es danach, die Verbindung zur Exilregierung wieder aufzunehmen, er hielt auch den Kontakt zu Paul Thümmel aufrecht. Er setzte sich bei der Londoner Regierung für den Gefangenenaustausch seiner zwei verhafteten Kollegen ein; die Regierung hat dies auch versucht, jedoch scheiterte es an der Weigerung deutscher Stellen.:297
Zunehmend wurde er jedoch – vor allem aufgrund von weiteren Verhaftungen im Umkreis der Obrana národa – von seinen bisherigen Kontakten abgeschnitten. Kurzfristig kontaktierte Morávek die Widerstandsgruppen Kapitán Nemo und Jindra, versteckte sich an mehreren Orten und musste sich einigen Verhaftungen mit Waffengewalt entziehen. 
Am 21. März 1942 wurde er schließlich im Prager Stadtteil Hradčany durch die Gestapo gestellt. Mit Waffengewalt versuchte er, den verhafteten Kollegen Václav Řehák zu befreien, wurde durch die Gestapo jedoch erschossen. Einigen Berichten zufolge warnte ihn kurz vorher Paul Thümmel vor der geplanten Aktion gegen ihn. Er war der einzige aus der Gruppe Drei Könige, den die Gestapo nicht lebend verhaften konnte.
Nach der Befreiung des Landes wurde Václav Morávek zum Oberstleutnant, 2005 zum Brigadegeneral in memoriam befördert.

## Auszeichnungen
- Tschechoslowakisches Kriegskreuz 1939